# Assassinat de Juli Cèsar
L'assassinat de Juli Cèsar va ser el resultat d'una conspiració de 40 senadors romans que es van donar a ells mateixos el nom de liberatores (alliberadors). Liderats per Gai Cassi Longí (Cassius) i Marc Juni Brut (Brutus), van matar Juli Cèsar al Teatre de Pompeu el 15 de març de l'any 44 aC (les idus de març). Cèsar s'havia fet declarar «dictador perpetu» pel Senat, i molts temien que l'acumulació de poders conduiria a un règim tirànic. El buit de poder posterior a l'assassinat va portar a la Tercera guerra civil romana, en què els liberatores van ser derrotats. Posteriorment el fill adoptiu de Cèsar, Octavi August, va decidir declarar-se emperador, posant fi al període republicà a Roma. Aquest episodi va ser recollit per Plutarc i Suetoni.

## Rerefons

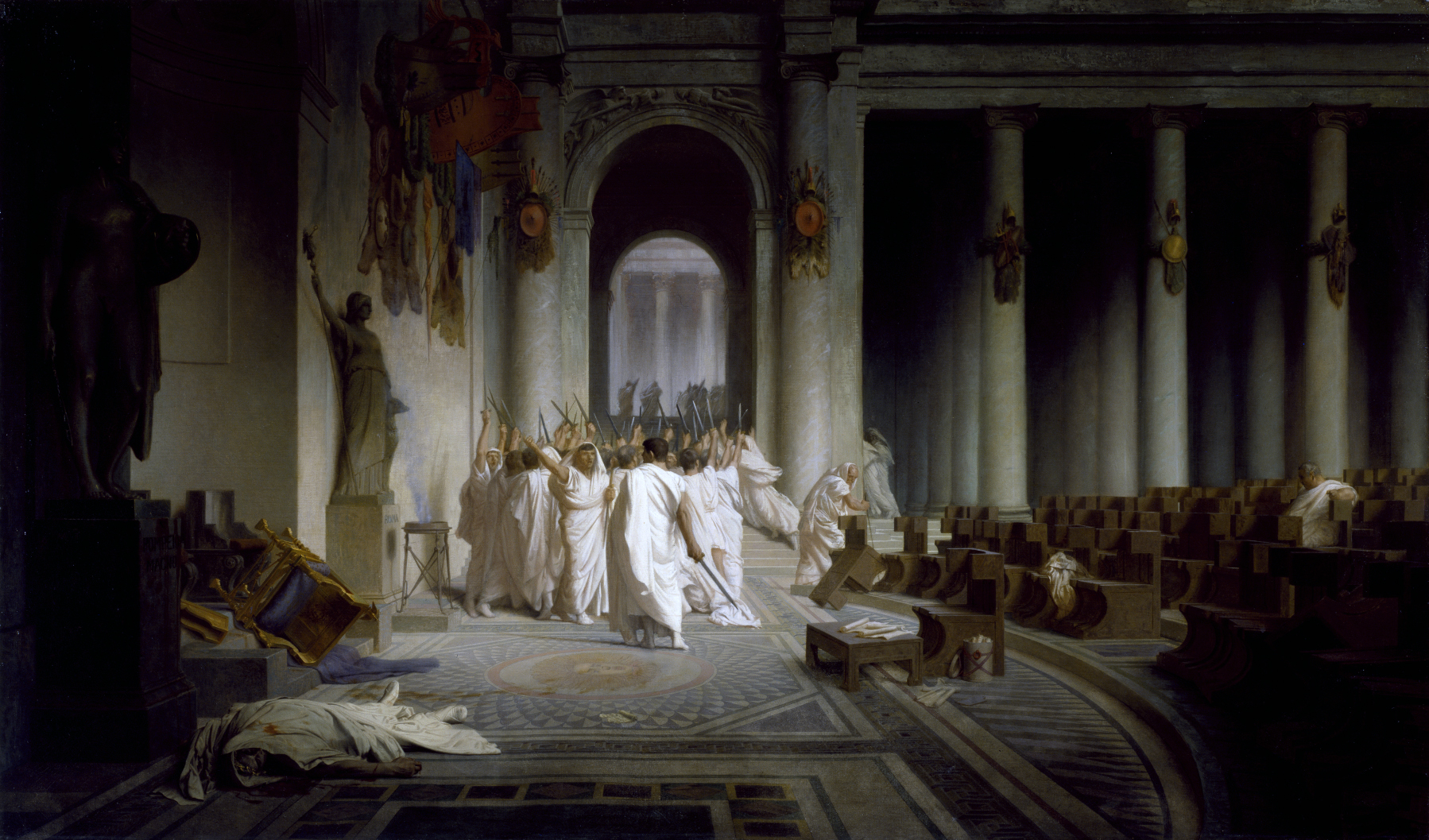
Els tiranicides abandonen el cadàver de Cèsar. Jean-Léon Gérôme (1867)

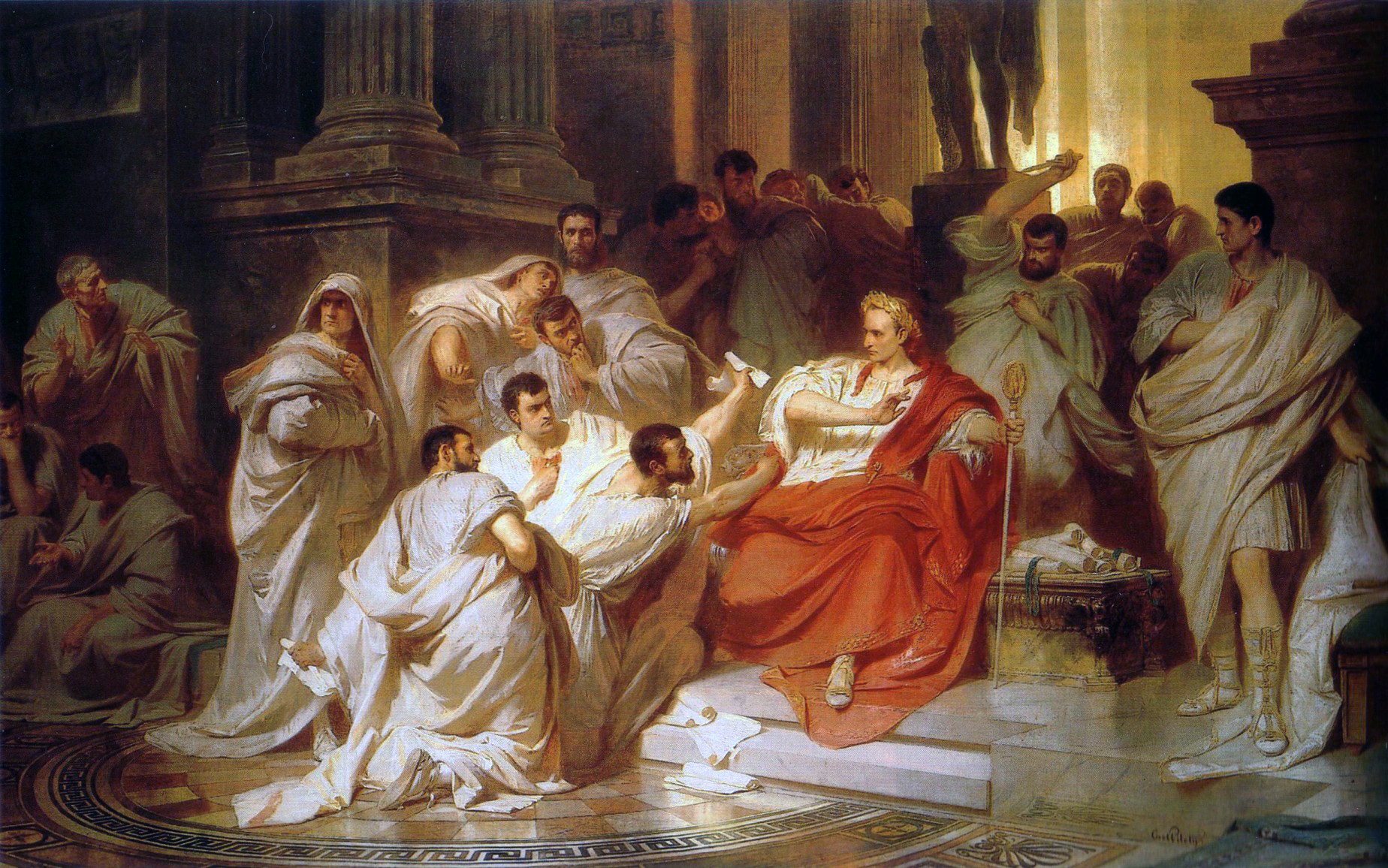
Els senadors envolten el dictador. Carl Theodor von Piloty (1826–1886)

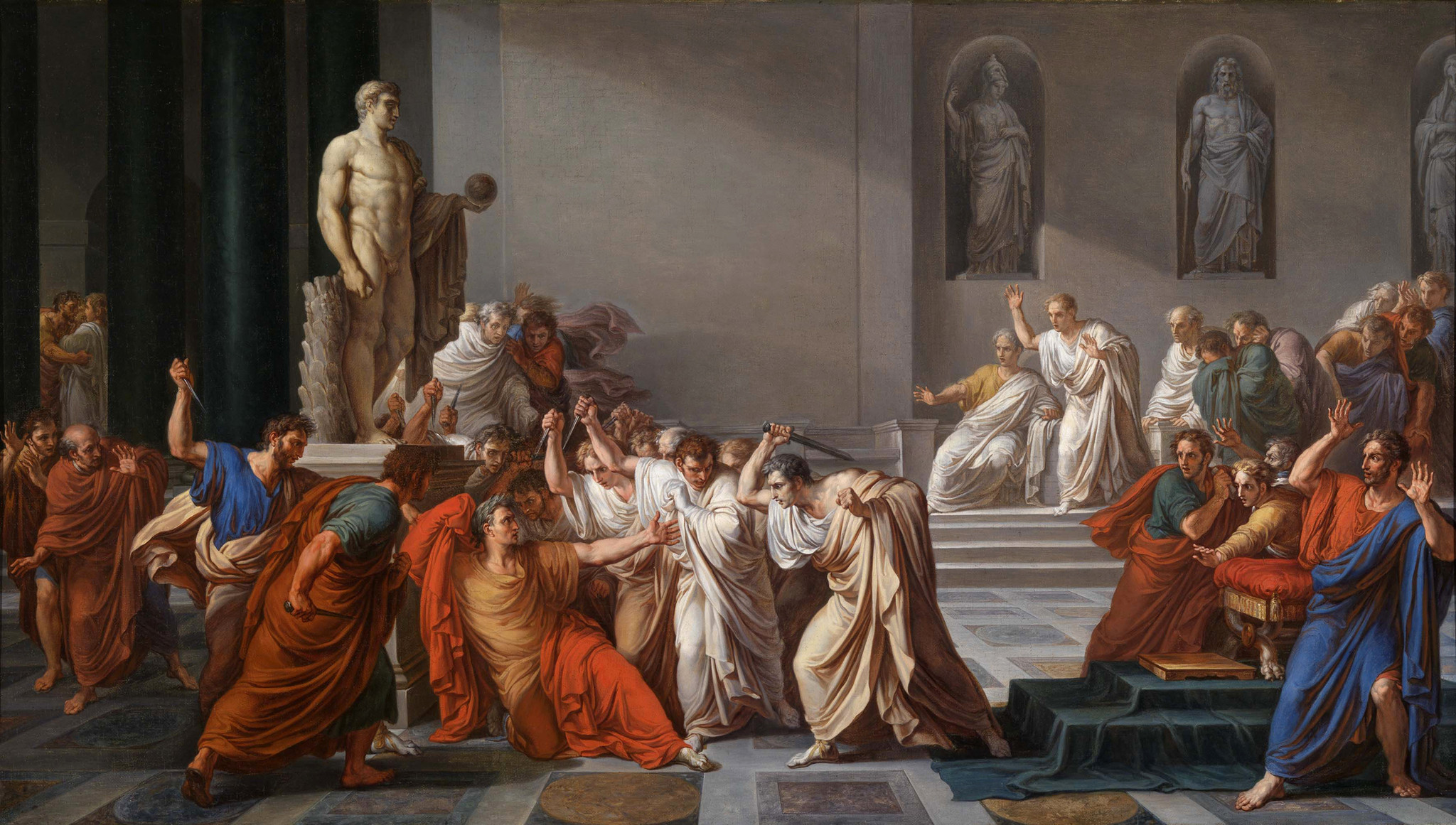
Mort de Juli Cèsar (1789) per Vincenzo Camuccini

Després d'obtenir la victòria a la guerra civil contra Pompeu i els optimates, el Senat va concedir a Juli Cèsar nombrosos honors. Per substituir els senadors que havien mort oposant-se a ell, Cèsar va escollir partidaris seus, i encara va augmentar el nombre de senadors fins a 900 fent que l'aristocràcia senatorial veiés reduït el seu prestigi i els vots es decantessin sempre a favor seu. Com que havia perdonat tots els que havien lluitat contra ell a la guerra, els seus detractors tampoc gosaven oposar-s'hi obertament per por de represàlies o de ser acusats de desagraïts.
D'aquesta manera, no hi hagué oposició real a l'acumulació de títols en la persona de Juli Cèsar. Va ser nomenat tribunus plebis (Tribú de la plebs), prefecte de la moral (equivalent al càrrec de censor), i ocupà alternativament les posicions de cònsol i de procònsol. Va rebre els títols honorífics de Pater Patriae (Pare de la Pàtria) i imperator (emperador). El 64 aC va ser escollit per tercera vegada dictador, i es votà que fos renovat el càrrec automàticament durant nou legislatures consecutives esdevenint a la pràctica dictador per a deu anys. Però el febrer de 44 aC, un mes abans del magnicidi, es va descartar la pretensió que el càrrec era temporal i el senat va designar-lo Dictator perpetuus.
Els tribuns que es van oposar a les seves reformes van ser destituïts pel Senat. Segons narren Plutarc, Suetoni i Dió Cassi, en actes públics la plebs cridava "rex" al pas de Cèsar.
Veient que el poder de Cèsar era ja indiscutible, els detractors es van aplegar per conspirar la seva mort i s'autoanomenaren "els alliberadors" (libertatores). La data escollida fou determinada perquè poc després Cèsar es disposava a abandonar Roma per participar en la campanya contra Pàrtia. També es va decidir matar-lo a una sessió del Senat, on només els senadors hi eren admesos i on podrien dur els punyals amagats sota la toga.

## Idus de març
Als idus de març (15 de març) del 44 aC el Senat es va reunir al Teatre de Pompeu, ja que l'edifici del senat estava en obres. Segons narra Nicolau Damascè, Cèsar va rebre nombroses advertències de no assistir-hi: hi havia rumors d'intents d'assassinar-lo, i la seva esposa Calpúrnia havia tingut una premonició en un somni. També l'harúspex Espurina l'havia advertit. Però Brut, un dels conspiradors en qui Cèsar confiava, el va convèncer que no assistir-hi seria un insult al Senat.
El principal aliat de Cèsar, Marc Antoni, va ser retingut a l'entrada del teatre per Gai Treboni. En sentir la cridòria provinent de l'interior del recinte, Marc Antoni va fugir.
Quan Cèsar va entrar va ser interromput pel senador Til·li Cimbre amb una petició que revoqués l'exili del seu germà. Tant Plutarc com Suetoni coincideixen en explicar que Cèsar va refusar atendre'l fent un senyal amb la mà, i aleshores Cimbre el va agafar per la túnica. Cèsar va cridar "Per què aquesta violència" ("Ista quidem vis est!"). Aleshores Casca va treure la daga i la va clavar al coll del dictador. Cèsar es va girar de seguida i va aferrar el braç de Casca, dient en llatí "Casca, malvat, què estàs fent?". Espantat, Casca cridà en grec "Ajuda'm germà" ("ἀδελφέ, βοήθει!"), ja que el seu germà Gai Servili era un altre dels conspiradors. Immediatament la resta dels libertatores, incloent-hi Brutus, van envoltar i apunyalar Cèsar. El dictador va intentar escapar-ne, però va caure a terra, on el van continuar apunyalant.
Segons l'historiador Eutropi uns 60 homes van participar en l'assassinat. Cèsar va ser apunyalat 23 vegades. D'acord amb Suetoni, el metge que va practicar l'autòpsia a Cèsar (la primera de la qual es té coneixement en la història) va determinar que només una de les ferides havia estat letal. La mort s'havia d'atribuir principalment a la pèrdua de sang.

## Repercussions i desenllaç
Plutarc escriu que després de l'assassinat, Brut va intentar adreçar-se als senadors que no hi havien estat involucrats, però tots van afanyar-se a fugir espantats. Aleshores, els conspiradors es van dirigir al Capitoli cridant a la ciutat: "Gent de Roma, sou lliures de nou!". Però només tenien el silenci per resposta, ja que els ciutadans de Roma s'havien tancat a casa en saber el què havia succeït. El cadàver de Cèsar va estar tres hores a terra fins que no el van retirar.
Al funeral, Marc Antoni va pronunciar un discurs en què mostrà la toga ensangonada de Cèsar i assenyalà tots els forats tot anomenant-ne els autors. Les classes baixes i mitjanes romanes, entre les quals Cèsar havia estat molt popular, es van enfurismar amb la classe aristocràtica que l'havia matat. La multitud es va enfervorir i va atacar les cases de Brut i Cassi causant l'inici d'una nova guerra civil.
Inicialment Marc Antoni va capitalitzar el moviment contra els libertatores, però es va veure sorprès pel testament de Cèsar on nomenava el seu nebot Octavi com a hereu del seu nom i de la seva fortuna. Octavi, de només 18 anys, es convertia en un dels magnats més rics de Roma i guanyava la lleialtat dels fidels del Cèsar.
Tot i les seves diferències, Marc Antoni i Octavi es van aliar formant un segon triumvirat contra els libertatores, que van derrotar definitivament a la batalla de Filipos, on moriren Brut i Cassi. Els victoriosos Marc Antoni i Octavi es van continuar distanciant. Antoni es va casar amb l'amant de Cèsar, Cleòpatra, per assegurar-se les riqueses d'Egipte i una base sòlida on fonamentar el seu poder. Encara una altra guerra civil esclatà entre Octavi i Marc Antoni, culminant amb la derrota del darrer a Àccium, la proclamació d'Octavi com a emperador romà amb el nom de Cèsar August, i la fi de la República.

## Llista delslibertatoresconspiradors

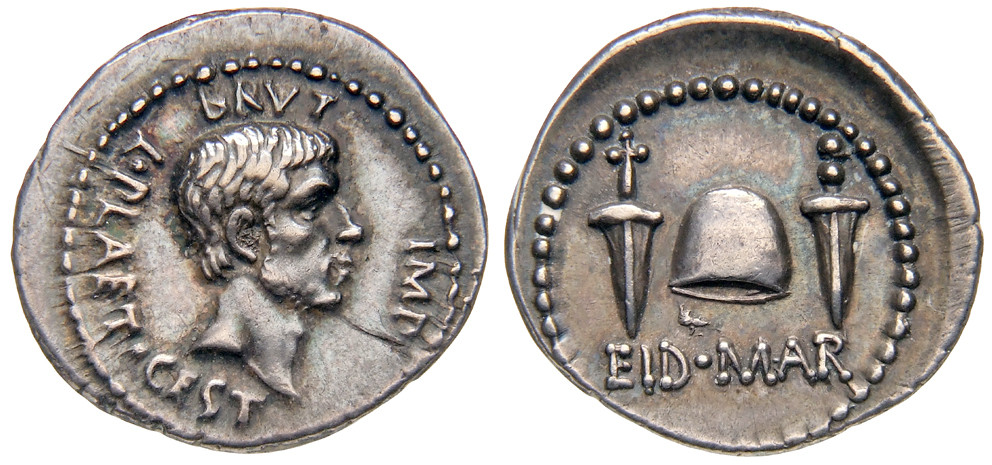
Denari amb l'efígie de Brut a l'anvers, i dues dagues al revers recordant l'assassinat de Cèsar (43-42 aC)

Els liberatores dels quals en resta la memòria del seu nom són:
- Gai Cassi Longí, germà de Luci
- Marc Juni Brutus
- Servi Sulpici Galba[4]
- Quint Ligari[4]
- Luci Minuci Bàsil
- Publi Servili Casca, germà de Gai
- Gai Servili Casca, germà de Publi
- Dècim Juni Brutus
- Luci Til·li Cimbre
- Gai Treboni[5]
- Luci Cassi Longí,[6] germà de Gai
- Gai Cassi Parmensis,[7]
- Cecili, germà de Bucilià[4]
- Bucilià,[8] germà de Cecili
- Rubri Ruga[4]
- Marc Espuri[4]
- Publi Sexti Nasó[4]
- Luci Ponci Àquila[4]
- Petroni[4]
- Dècim Turul·li[9]
- Quint Antisti Labeó